# Carvaka maculata
Carvaka maculata är en insektsart som beskrevs av Fletcher och Semeraro 2007. Carvaka maculata ingår i släktet Carvaka och familjen dvärgstritar. Inga underarter finns listade i Catalogue of Life.